# Nuria Diosdado
Nuria Diosdado (Guadalajara, Jalisco; 22 de agosto de 1990) es una nadadora artística mexicana. Formó parte de la delegación mexicana en los Juegos olímpicos de Londres 2012 y Río 2016, haciendo un dueto con Isabel Delgado y Karem Achach respectivamente.

## Biografía y carrera
Nuria Diosdado nació el 22 de agosto de 1990 en Guadalajara, Jalisco, México.
Fue reconocido su triunfo de ser la tercera deportista con el mayor número de medallas de la selección de México en los juegos de Mayagüez 2010. Su desempeño en la vigésima primera edición de los juegos, se identificó por ser la tercera deportista con el mayor número de medallas entre todos los participantes del evento, con un total de 6 medallas.